# Supercoupe arabe des clubs masculins de handball
La Supercoupe arabe masculine de handball est une compétition de handball qui réunit les clubs arabes ayant remporté la Supercoupe nationale[réf. nécessaire] de leurs pays[Lesquels ?].

## Palmarès
| Édition | Date              | Lieu             | Vainqueur     | Score           | Finaliste       |
| ------- | ----------------- | ---------------- | ------------- | --------------- | --------------- |
| 1       | 13 mars 2018      | Sfax (Tunisie)   | Al Arabi Club | 30 – 23         | CS Sakiet Ezzit |
| 2       | 23 septembre 2019 | Amman (Jordanie) | ES Tunis      | 26 – 24 (13-11) | Al-Gharafa SC   |
| 3       | 8 juin 2021       | Doha (Qatar)     | Al-Shamal SC  | 23 – 22         | Al-Gharafa SC   |